# Belmopan
Belmopan er hovedstaden i Belize og har 20.754(2022) indbyggere. Byen blev opført lige øst for Belize-floden, i en afstand af 80 km inde i landet fra den tidligere hovedstad, havnebyen Belize City, efter denne næsten var blevet ødelagt af en orkan i 1961. Regeringen flyttede til Belmopan i 1970. Nationalforsamlingens bygning er designet, så den ligner et præcolumbiansk maya-tempel. Belmopan er en af verdens mindste hovedstæder.